# Sylvia Díaz-Montenegro
Sylvia Díaz-Montenegro Quesnel es una ingeniera informática y escritora española, directora ejecutiva de la startup Balandra Software.

## Trayectoria
Es licenciada en informática por la Universidad Politécnica de Madrid (UPM) y Executive MBA. Es fundadora y directora ejecutiva de Balandra Software, empresa dedicada al desarrollo de soluciones para el mundo digital, pionera en procesos no lineales. En 2005, fundó Léelo, la compañía de la que surgió Balandra, dedicada a la digitalización y procesamiento de documentos empresariales. Anteriormente, trabajó como director de sistemas de información (DSI) en la compañía de seguros Línea Directa Aseguradora y en el banco ING Direct España, desde su fundación y hasta 2004.
Díaz-Montenegro ha sido invitada como ponente en varios encuentros profesionales. En 2016, participó en la Cumbre AEC Experiencia de Cliente, con una ponencia titulada 'Big Data vs. Mass-Arket of one'. Ese mismo año, publicó El mundo transparente. Un paseo con mi madre por el mundo digital, un libro en el que explora y explica el mundo digital a su madre. En 2017, fue ponente en el Digital Business World Congress.

## Reconocimientos
Balandra Software fue declarada una de las cinco empresas "cool vendor" a nivel global por la consultora Gartner, en 2015, destacando su enfoque data-centric y la conexión completa desde los back-offices hasta los interfaces del cliente.

## Obra
- 2016 – El mundo transparente. Un paseo con mi madre por el mundo digital. Meridiano Editorial. ISBN 978-84-945256-1-2.